# 約書亞·博爾頓
約書亞·布魯斯特·博爾頓（英語：Joshua Brewster Bolten，1954年8月16日—），美國律師、政治家，前白宮幕僚長。

## 早年生涯
博爾頓的父親西摩邇，為美國中央情報局工作；母親安娜路易絲在喬治華盛頓大學教授世界歷史。博爾頓畢業于圣奥尔本斯中学。
博爾頓在普林斯頓大學的伍德羅·威爾遜公共與國際事務學院進修，他還是班長和常春藤俱樂部的主席。1976年，博爾頓畢業。1980年，他又從斯坦福法律學院畢業，并成為斯坦福法律評論的主編。

## 職業生涯
1994年—1999年，博爾頓在倫敦出任高盛集團的法律與政府事務的行政主管。1999年—2000年，博爾頓是喬治·沃克·布什總統競選班子的政策主管。2001年—2003年，博爾頓成為白宮政策助理參謀。2003年，經過美國參議院的批准，博爾頓就任白宮預算辦公室主任。
博爾頓在布什任內出任了3年美國貿易代表辦公室高級顧問和1年總統立法事務助理。他是美國歷史上第二位猶太人白宮幕僚長，也是第一位布什內閣中的猶太人成員。
由于其與國會的良好關係，博爾頓后來任命為白宮幕僚長，他重振了當時士氣低落的白宮幕僚班子。有過人事關係，他成功邀請了高盛集團的首席執行官亨利·保爾森出山出任財政部長。此外，他還請得東尼·斯諾出任白宮新聞發言人，給羅勃·波特曼提供機會繼任他以前的預算辦公室主任職務，又提攜他預算辦公室時期的助手約爾書·卡普蘭出任白宮政策助理主管。

## 個人生活
博爾頓在一個叫“Compassionates”的樂隊中負責演奏貝斯。

## 外部連結
- 白宮簡歷
- 博爾頓政治捐款 newsmeat.com
- 斯坦福大學雜志上的介紹
- Who2上的介紹 （页面存档备份，存于）
- 博爾頓大學生涯 dailyprincetonian.com.
- 耶魯：博爾頓舊同僚對布什新班子的討論 Andrew Mangino and Maggie Reid

| 前任： 安德魯·卡德 | 白宮幕僚長 2006年—2009年 | 繼任： 拉姆·伊曼纽尔 |